# Gadzhygatamli
Gadzhygatamli (ryska: Гаджыгатамли) är en ort i Azerbajdzjan.   Den ligger i distriktet İsmayıllı Rayonu, i den centrala delen av landet, 170 km väster om huvudstaden Baku. Gadzhygatamli ligger 587 meter över havet och antalet invånare är 2 421.
Terrängen runt Gadzhygatamli är kuperad. Närmaste större samhälle är Geoktschai, 14,8 km väster om Gadzhygatamli. 
Trakten runt Gadzhygatamli består till största delen av jordbruksmark. Runt Gadzhygatamli är det ganska tätbefolkat, med 124 invånare per kvadratkilometer.